# 베를린 국제 영화제
베를린 국제 영화제(독일어: Internationale Filmfestspiele Berlin, 영어: Berlin International Film Festival)는 독일 베를린에서 매년 2월 중순에 열리는 영화제이다. 1951년에 독일의 통일을 기원하는 의미에서 시작되었다. 약 10일 동안 400여편의 장단편 영화가 상영된다. 3대 영화제 중에서 가장 비평가 위주의 예술작품 발굴을 중시하는 영화제로 꼽힌다

## 역사
1951년 영화 역사인 알프레드 바우어를 디렉터로 개최된 것이 시초이다. 제2차 세계대전 전에 예술의 도시로 번영했던 베를린은 서유럽의 거점이며, 동유럽 쪽에 있는 당시 서베를린에서 서방 측의 예술 문화를 어필하고자하는 정치적 의도가 있었다고 한다. 1955년에 FIAPF에 공식적으로 인정을 받았다. 처음에는 동유럽쪽의 작품은 제외되었으며, 소련의 첫 참가는 1974년이다.
바우어의 은퇴 후 1976년 뷔루프 도너가 제2대 디렉터로 취임한다. 도너는 여름에 개최했던이 영화제를 2월 개최로 바꾸었다. 1980년 제3대 디렉터로 모리츠 데 하데룬이 취임한다. 하데룬은 할리우드 영화에 중점을 두는 셀렉션을 영화제에 선보였다. 1994년 영화계에도 불어닥친 GATT의 무역 분쟁으로 미국 측이 영화제를 보이콧하자 헐리우드 중시 방침은 큰 영향을 받았다. 2000년 하데룬은 디렉터 해임을 당했고, 2001년 은퇴하여 2002년부터는 디터 코스 릭이 제4대 디렉터가 되었다.
베를린영화제 조직위는 2020년 8월 24일 은곰상의 일종인 최우수 주연상과 조연상을 성별을 구분해서 시상하는 기존방식 대신 성별을 구분하지 않는 방식으로 시상한다고 밝혔다. 또한 최근 바우어가 나치 당원으로서 요제프 괴벨스 나치 선전장관과 긴밀하게 협력한 바가 있다는 것이 드러나 알프레드 바우어의 이름을 딴 바우어상을 폐지하기로 하였다.

## 대한민국 수상 목록
- 1961년 강대진 감독의 《마부》가 특별은곰상을 수상했다.
- 1993년 장선우 감독이 《화엄경》으로 은곰상(알프레드 바우어상) 수상.
- 2004년 김기덕 감독이 《사마리아》로 은곰상(감독상)을 수상했다.
- 2005년 임권택 감독이 명예황금곰상을 수상하였다.
- 2007년 박찬욱 감독이 《싸이보그지만 괜찮아》로 은곰상(알프레드 바우어상) 수상.
- 2010년 박찬욱, 박찬경 감독이 《파란만장》으로 단편부분 황금곰상을 수상했다.
- 2017년 배우 김민희가 《밤의 해변에서 혼자》로 은곰상(여우주연상)을 수상했다.
- 2020년 홍상수 감독이 《도망친 여자》로 은곰상(감독상)을 수상했다.
- 2021년 홍상수 감독이 《인트로덕션》으로 은곰상(각본상)을 수상했다.
- 2022년 홍상수 감독이 《소설가의 영화》로 은곰상(심사위원대상)을 수상했다.
- 2024년 홍상수 감독이 《여행자의 필요》로 은곰상(심사위원대상)을 수상했다.

## 영화제 프로그램
베르리날레는 경쟁 부문, 포럼 부문, 파노라마 부문, 리토르스펙티브 부문, 청소년 영화 부문, 독일 영화 부문의 6개 공식 영역이 있다. 각 영역의 디렉터가 있으며, 독립적인 운영 형식을 취하고 있다. 기타, 2004년부터 시작된 베르리날레 스페셜이나 영화를 사고파는 《유럽 필름 마켓》(European Film Market) 등도 개최된다.
경쟁 부문
세계적으로 우수한 영화 작품을 모아, 우수상에는 금곰상, 은곰상 등을 수여한다.
파노라마 부문
경쟁 부문에서는 벗어나지만 뛰어난 작품을 상영한다. 나중에 명성을 얻는 감독의 데뷔작이 이 부문에서 소개되는 경우도 많다. 작품의 테마, 질 모두 상당히 다양한 것이 특징이다. 다큐멘터리 영화가 상영되는 경우도 많다.
포럼 부문
처음에는 젊은 감독 지원을 목적으로 시작하였으며, 이름도 이전에는 "영 포럼 부문"이었기 때문에, 신인감독들의 작품들이 많이 상영된다. 또한, 아방가르드 영화, 실험 영화, 르포 상영, 묻혀 있던 과거의 뛰어난 작품을 재상영하기도 한다. 최근에는 두 종류의 차이가 그다지 구분이 없어지고 있는 것 같다.
회고 부문
1977년 독일 키네마테크 운영으로 이루어지고 있으며, 과거에 베르리날레에서 상영된 우수한 작품을 상영하고 있다. 매년 테마를 정해 특정 감독이 기능하는 경우도 있다.
어린이 영화 부문 (Kinderfilmfest)
1978년부터 있었으나, 2007년부터 2가지로 분류되었다. Generation Kplus은 4세 이상이 대상이며, 11명의 어린이 심사 위원이 최우수상을 선정한다. Generation 14plus 14세 이상이 대상으로, 7명의 어린이 심사 위원이 최우수상을 선정한다.

## 상의 종류
- 황금곰상 (Goldener Bär / Golden Bear) : 최우수 작품상
- 은곰상 (Silberner Bär / Silver Bear)
  - 심사위원대상 (Großer Preis der Jury / Silver Bear Grand Jury Prize)
  - 심사위원상 (Silver Bear Jury Prize)
  - 단편영화상 (Silver Bear for Best Short Film)
  - 감독상 (Silberne Bär für Beste Regie / Silver Bear for Best Director)
  - 주연상 (Silberner Bär/Beste Schauspielerische Leistung in einer Hauptrolle / Silver Bear for Best Leading Performance): 성별 구분 없이 시상, 2021년 신설
  - 조연상 (Silberner Bär/Beste Schauspielerische Leistung in einer Nebenrolle / Silver Bear for Best Supporting Performance): 성별 구분 없이 시상, 2021년 신설
  - 각본상 (Silberne Bär für Bestes Drehbuch / Silver Bear for Best Script)
  - 예술공헌상 (Outstanding Artistic Contribution)

### 폐지 부문
- 은곰상 (Silberner Bär / Silver Bear)
  - 남자배우상 (1956–2020, Silberne Bär für Bester Darsteller / Silver Bear for Best Actor): 주, 조연을 구분 짓지 않으며 영화 내 모든 출연진이 수상 자격이 있다.
  - 여자배우상 (1956–2020, Silberne Bär für Beste Darstellerin / Silver Bear for Best Actress): 주, 조연을 구분 짓지 않으며 영화 내 모든 출연진이 수상 자격이 있다.
  - 알프레드 바우어상 (1987-2020, Alfred-Bauer-Preis / Alfred Bauer Prize): 알프레드 바우어의 나치 고위급 활동 사실이 드러나면서 폐지되었다.
  - 영화음악상 (2020-2007, Silver Bear for Best Film Music)

## 해외 수상작

### 2011년
- 황금곰상 - 《나데르와 시민, 별거》
- 금곰상: 단편영화상 - 《파란만장》
- 은곰상: 심사위원 대상 - 《토리노의 말》
- 은곰상: 감독상 - 울리히 콜러

### 2010년
- 황금곰상 - 《발》
- 은곰상: 심사위원 대상 - 《휘파람을 불고 싶으면 불지》
- 은곰상: 감독상 - 로만 폴란스키
- 은곰상: 각본상 - 왕 취엔 안(王全安), 진나(金娜)

### 2002년
- 황금곰상 - 《센과 치히로의 행방불명》·《블러디 선데이》
- 은곰상: 심사위원 대상 - 《할베 트레페》
- 은곰상: 감독상 - 오타 이오셀리아니

### 2000년
- 황금곰상 - 《매그놀리아》

### 1999년
- 황금곰상 - 《씬 레드 라인》

### 1996년
- 황금곰상 - 《센스 앤 센서빌리티》

### 1990년
- 황금곰상 - 《뮤직 박스》·《줄 위의 종달새》

### 1989년
- 황금곰상 - 《레인 맨》

## 영화제 목록
- 제1회 베를린 국제 영화제 (1951년)
- 제2회 베를린 국제 영화제 (1952년)
- 제3회 베를린 국제 영화제 (1953년)
- 제4회 베를린 국제 영화제 (1954년)
- 제5회 베를린 국제 영화제 (1955년)
- 제6회 베를린 국제 영화제 (1956년)
- 제7회 베를린 국제 영화제 (1957년)
- 제8회 베를린 국제 영화제 (1958년)
- 제9회 베를린 국제 영화제 (1959년)
- 제10회 베를린 국제 영화제 (1960년)
- 제11회 베를린 국제 영화제 (1961년)
- 제12회 베를린 국제 영화제 (1962년)
- 제13회 베를린 국제 영화제 (1963년)
- 제14회 베를린 국제 영화제 (1964년)
- 제15회 베를린 국제 영화제 (1965년)
- 제16회 베를린 국제 영화제 (1966년)
- 제17회 베를린 국제 영화제 (1967년)
- 제18회 베를린 국제 영화제 (1968년)
- 제19회 베를린 국제 영화제 (1969년)
- 제20회 베를린 국제 영화제 (1970년)
- 제21회 베를린 국제 영화제 (1971년)
- 제22회 베를린 국제 영화제 (1972년)
- 제23회 베를린 국제 영화제 (1973년)
- 제24회 베를린 국제 영화제 (1974년)
- 제25회 베를린 국제 영화제 (1975년)
- 제26회 베를린 국제 영화제 (1976년)
- 제27회 베를린 국제 영화제 (1977년)
- 제28회 베를린 국제 영화제 (1978년)
- 제29회 베를린 국제 영화제 (1979년)
- 제30회 베를린 국제 영화제 (1980년)
- 제31회 베를린 국제 영화제 (1981년)
- 제32회 베를린 국제 영화제 (1982년)
- 제33회 베를린 국제 영화제 (1983년)
- 제34회 베를린 국제 영화제 (1984년)
- 제35회 베를린 국제 영화제 (1985년)
- 제36회 베를린 국제 영화제 (1986년)
- 제37회 베를린 국제 영화제 (1987년)
- 제38회 베를린 국제 영화제 (1988년)
- 제39회 베를린 국제 영화제 (1989년)
- 제40회 베를린 국제 영화제 (1990년)
- 제41회 베를린 국제 영화제 (1991년)
- 제42회 베를린 국제 영화제 (1992년)
- 제43회 베를린 국제 영화제 (1993년)
- 제44회 베를린 국제 영화제 (1994년)
- 제45회 베를린 국제 영화제 (1995년)
- 제46회 베를린 국제 영화제 (1996년)
- 제47회 베를린 국제 영화제 (1997년)
- 제48회 베를린 국제 영화제 (1998년)
- 제49회 베를린 국제 영화제 (1999년)
- 제50회 베를린 국제 영화제 (2000년)
- 제51회 베를린 국제 영화제 (2001년)
- 제52회 베를린 국제 영화제 (2002년)
- 제53회 베를린 국제 영화제 (2003년)
- 제54회 베를린 국제 영화제 (2004년)
- 제55회 베를린 국제 영화제 (2005년)
- 제56회 베를린 국제 영화제 (2006년)
- 제57회 베를린 국제 영화제 (2007년)
- 제58회 베를린 국제 영화제 (2008년)
- 제59회 베를린 국제 영화제 (2009년)
- 제60회 베를린 국제 영화제 (2010년)
- 제61회 베를린 국제 영화제 (2011년)
- 제62회 베를린 국제 영화제 (2012년)
- 제63회 베를린 국제 영화제 (2013년)
- 제64회 베를린 국제 영화제 (2014년)
- 제65회 베를린 국제 영화제 (2015년)
- 제66회 베를린 국제 영화제 (2016년)
- 제67회 베를린 국제 영화제 (2017년)
- 제68회 베를린 국제 영화제 (2018년)
- 제69회 베를린 국제 영화제 (2019년)
- 제70회 베를린 국제 영화제 (2020년)
- 제71회 베를린 국제 영화제 (2021년)
- 제72회 베를린 국제 영화제 (2022년)
- 제73회 베를린 국제 영화제 (2023년)

## 같이 보기
- 칸 영화제
- 베네치아 영화제

## 갤러리

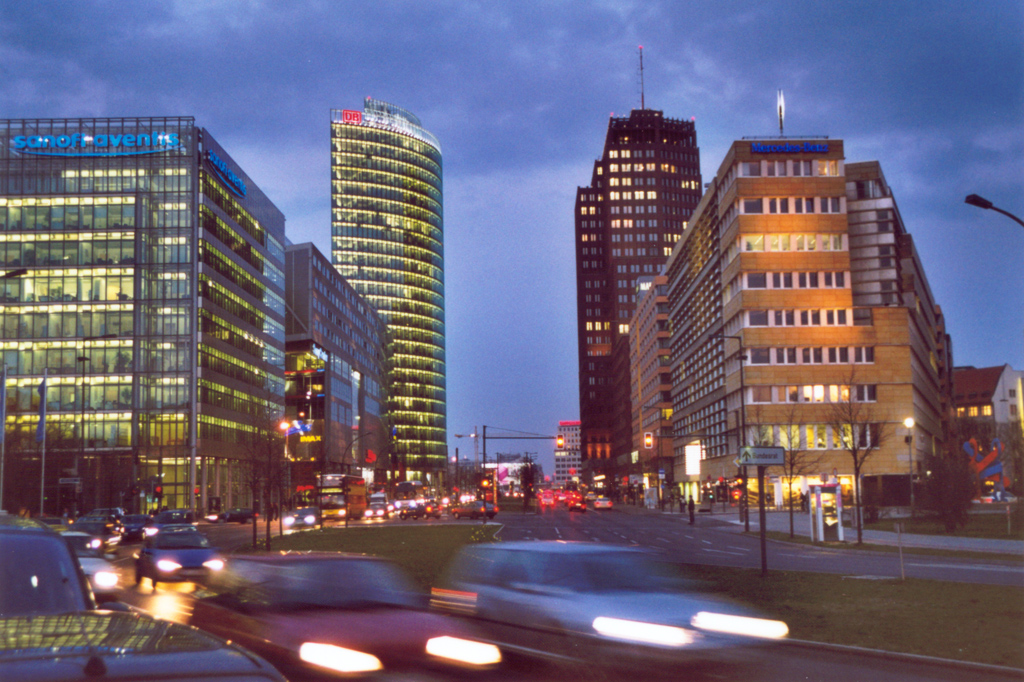
2개의 대형 플티플렉스 영화관이 입주해 있는 포츠다머 플라츠
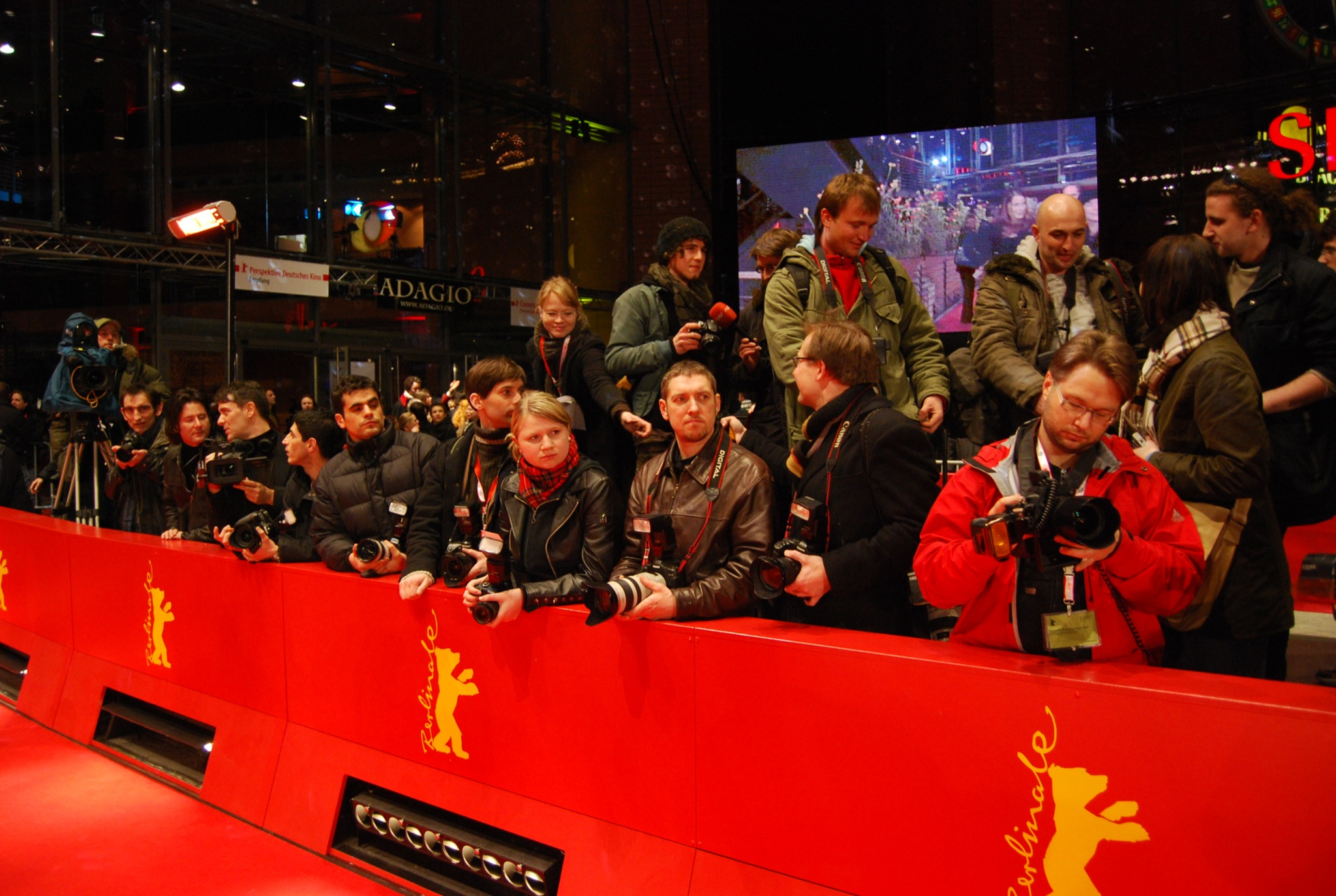
매년 30개국, 2만명 이상이 참가를 한다.
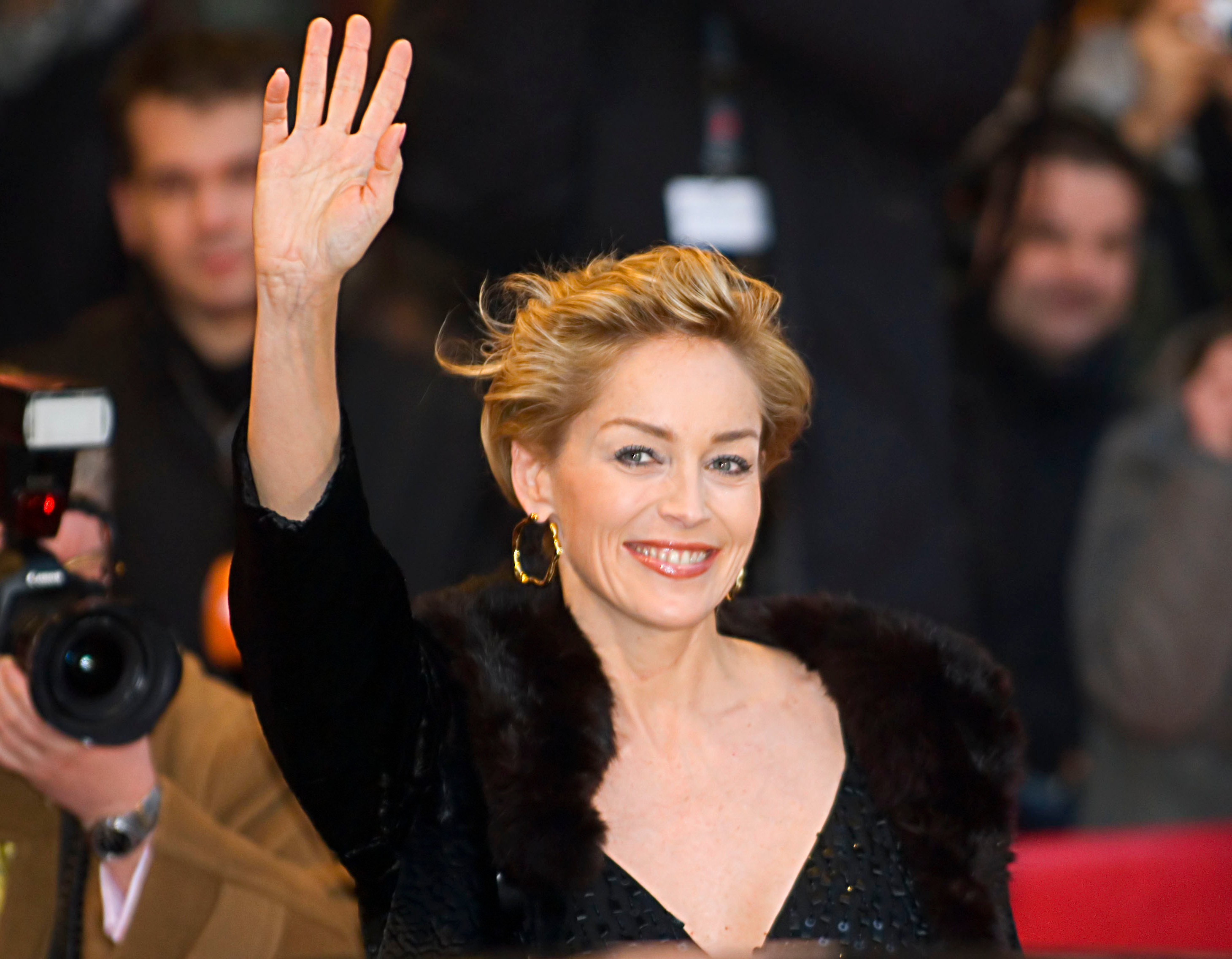
프리미어의 샤론 스톤, "When a man falls in the forest"
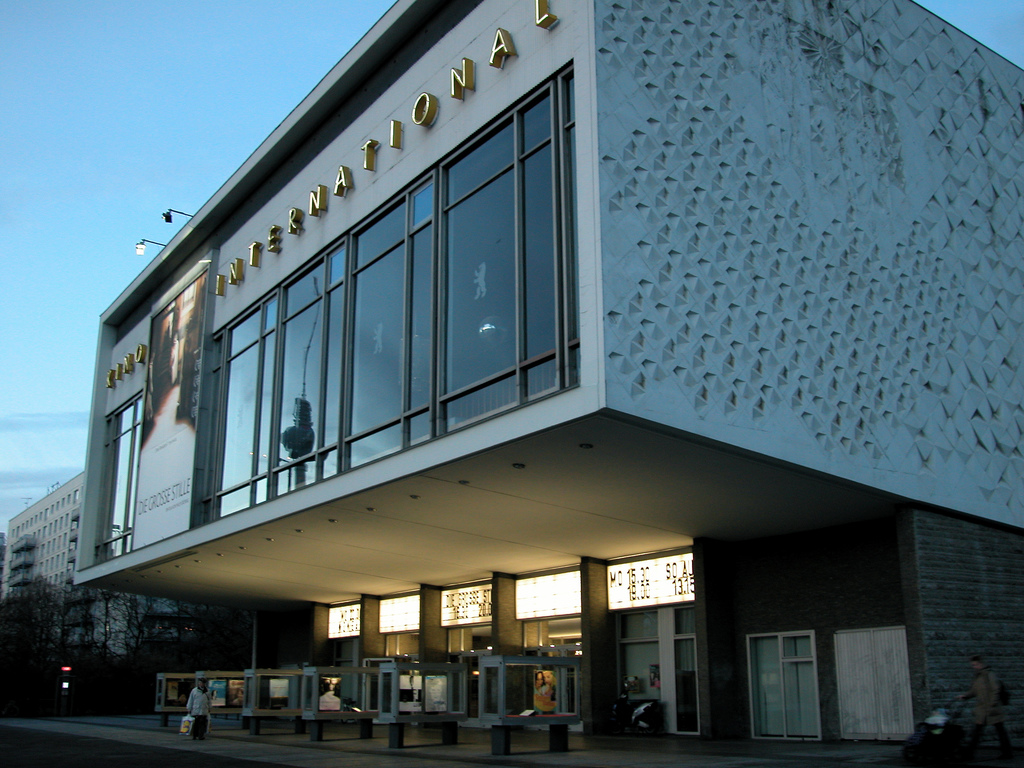
키노 인터네셔널은 3개의 티케팅 센터 중 하나이다.
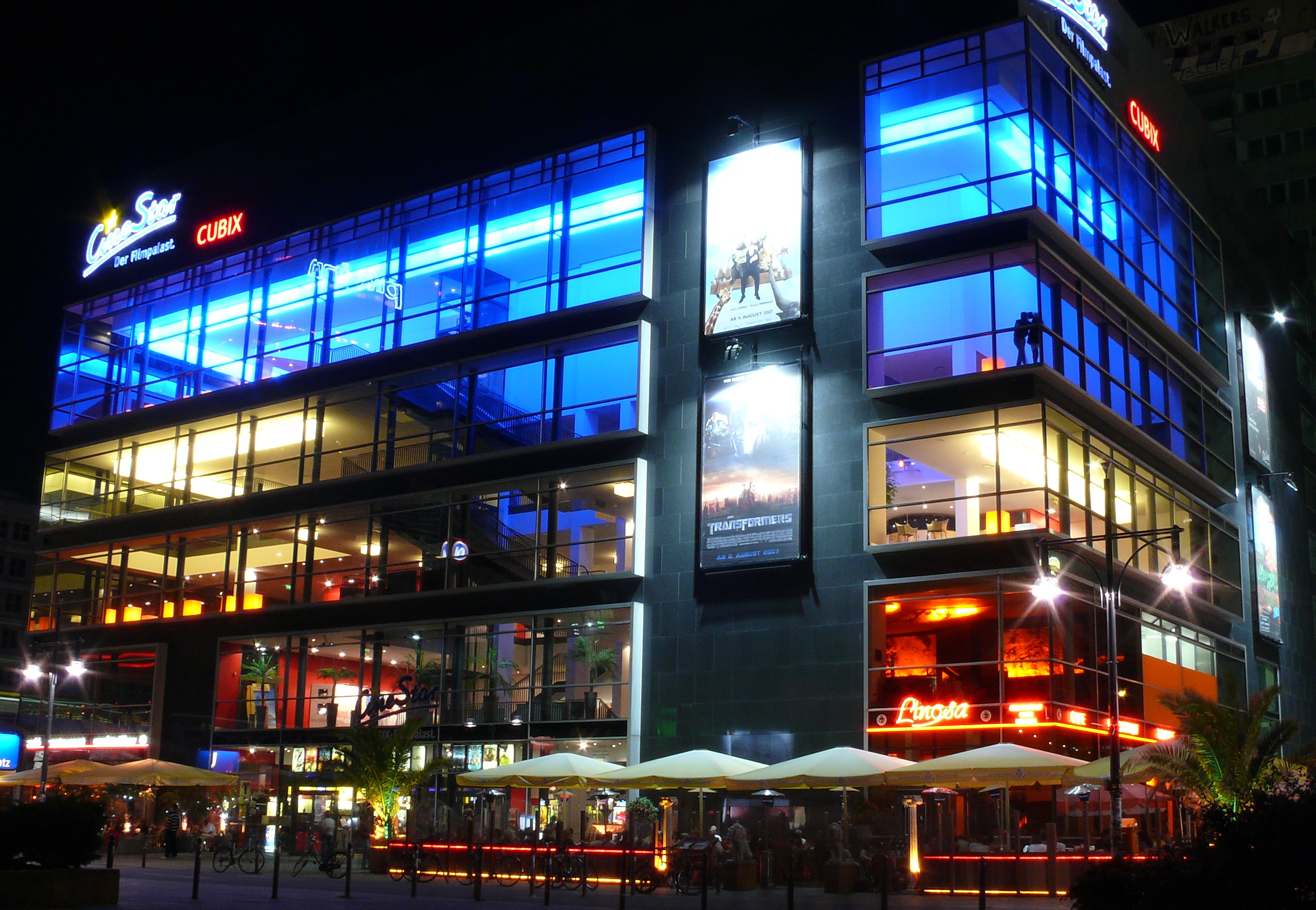
알렉산더플라츠의 큐빅스 키노
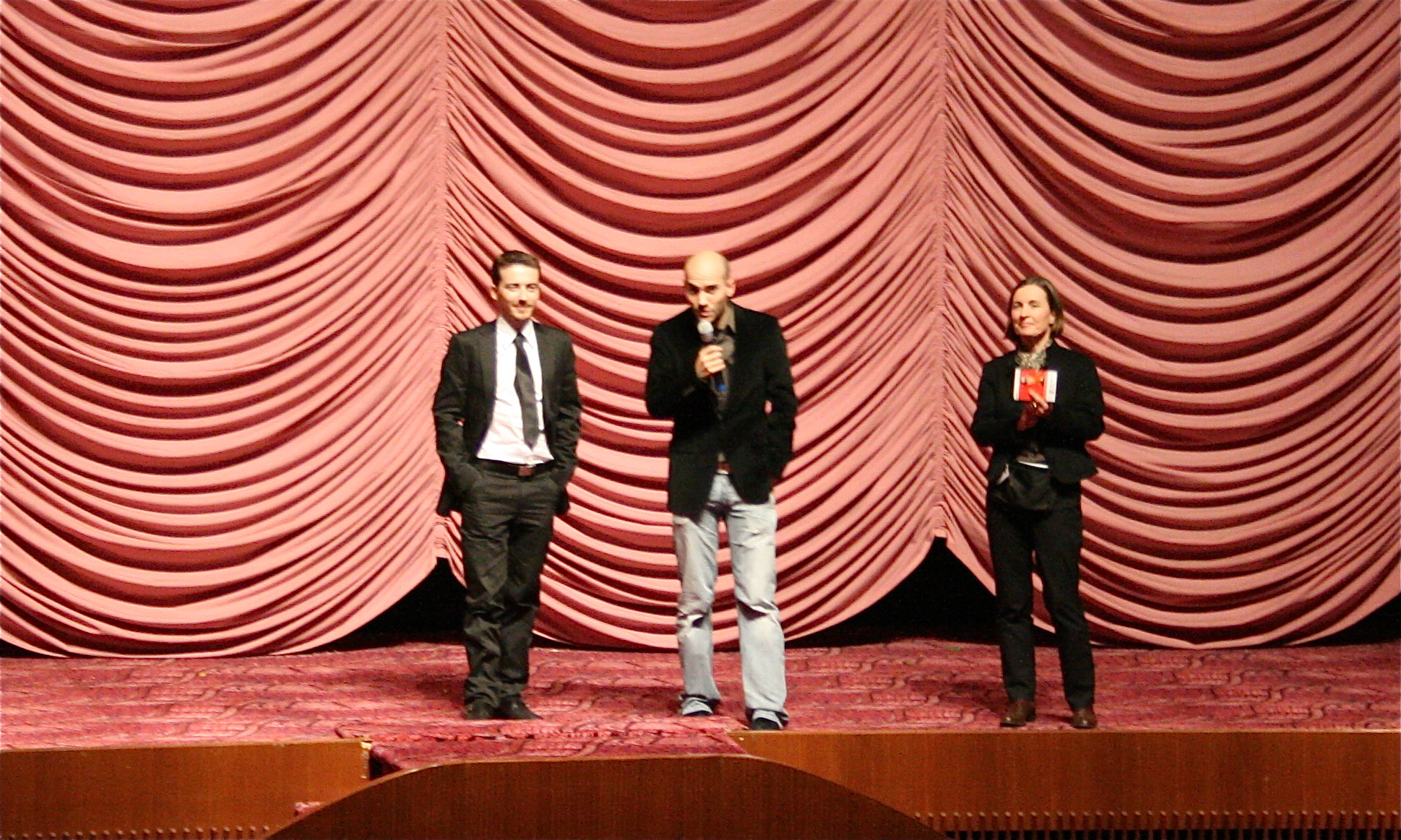
감독과 제작자들과 토론을 하는 관객들
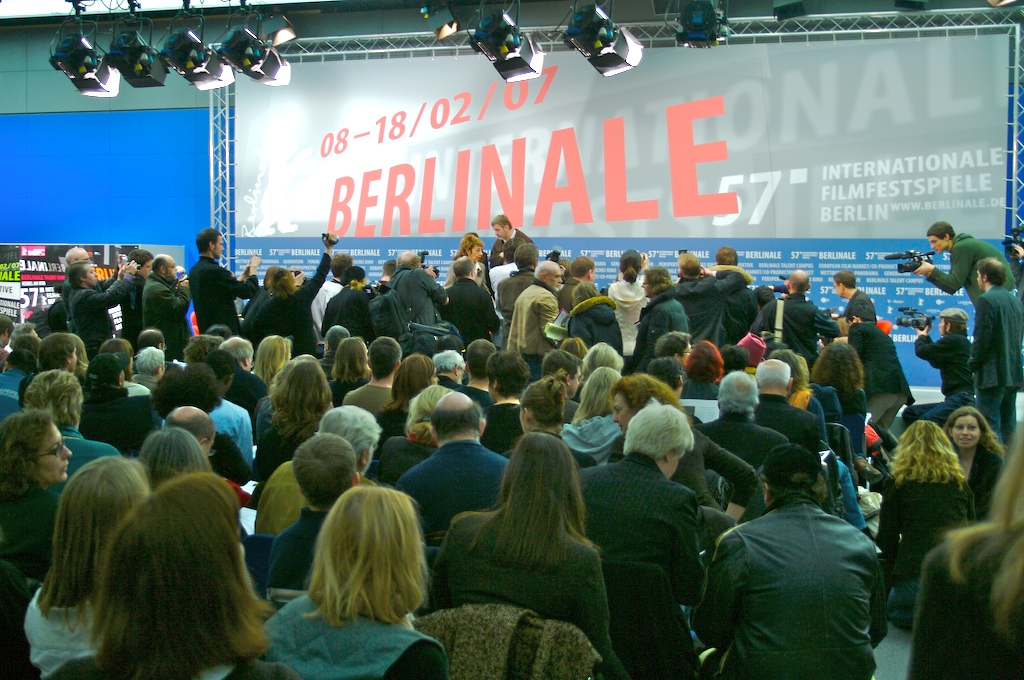
상영 후 컨퍼런스
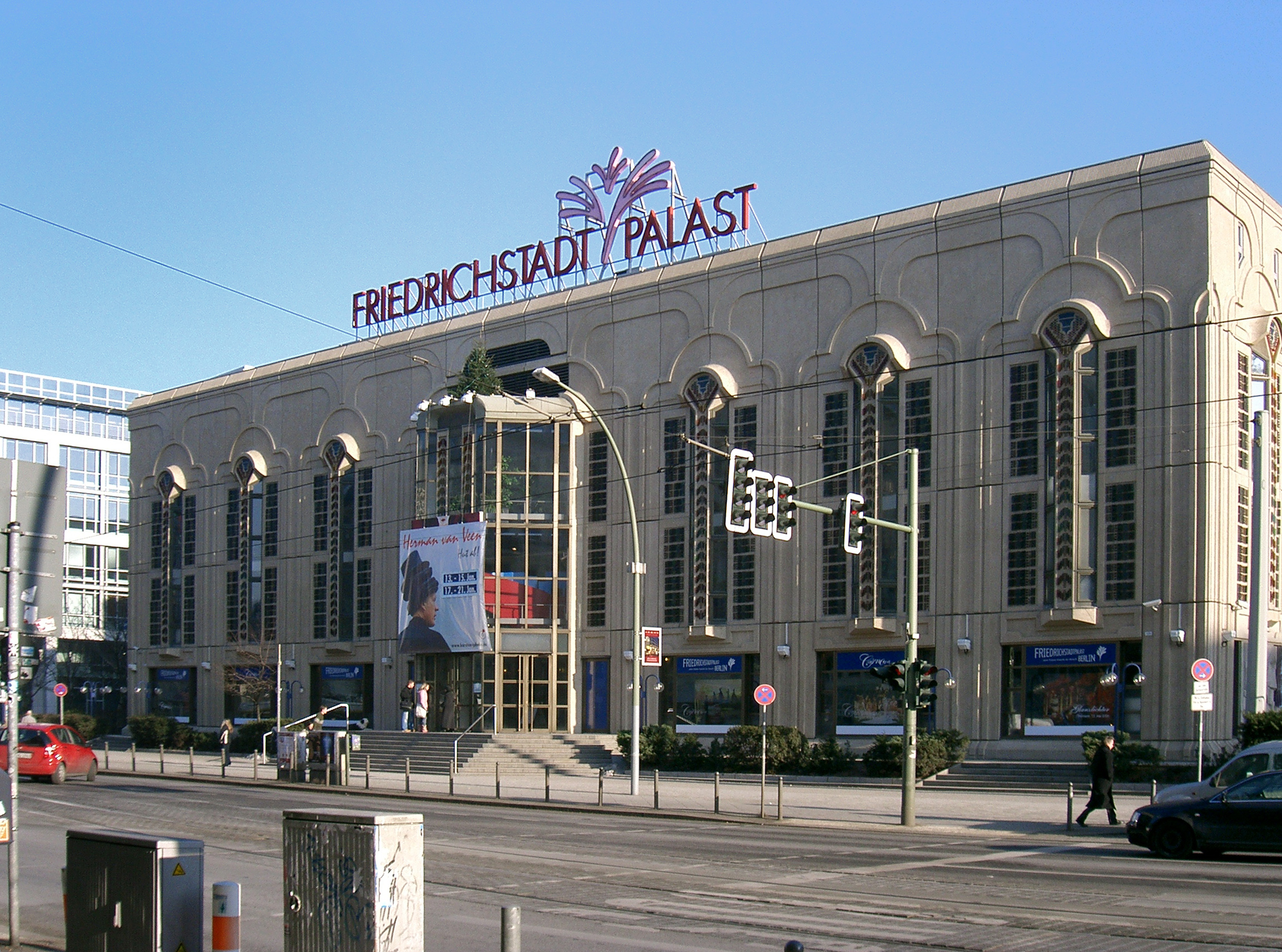
2009년 프리드리히플라스트
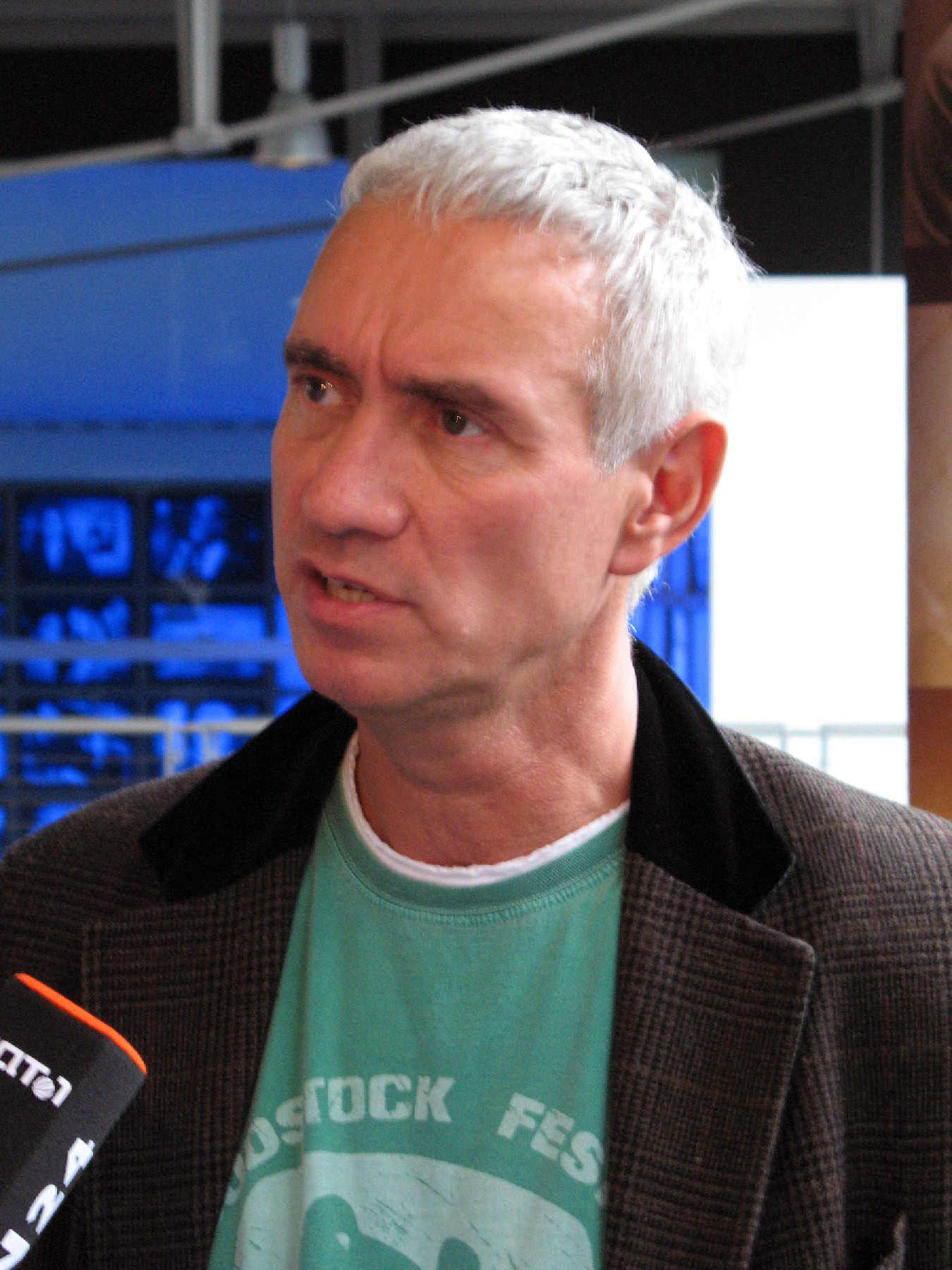
2005 최고심사관, 롤랜드 에머리히
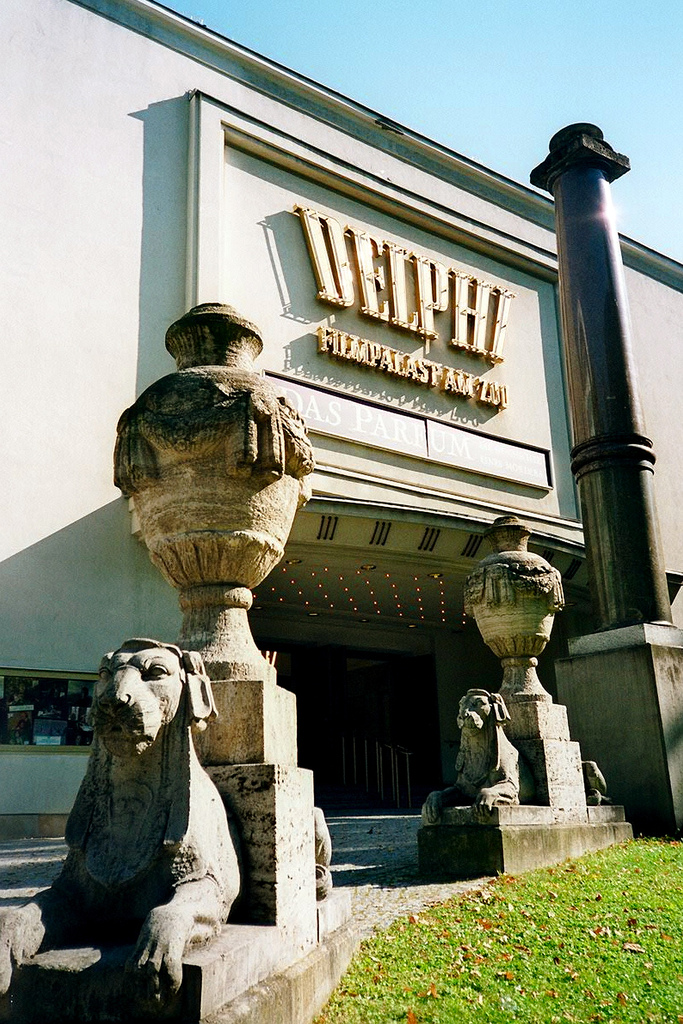
델파이 필름팔라스트
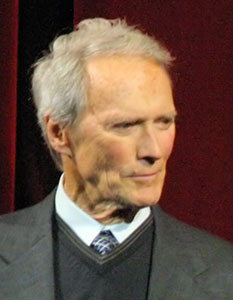
클린트 이스트우드, 2007
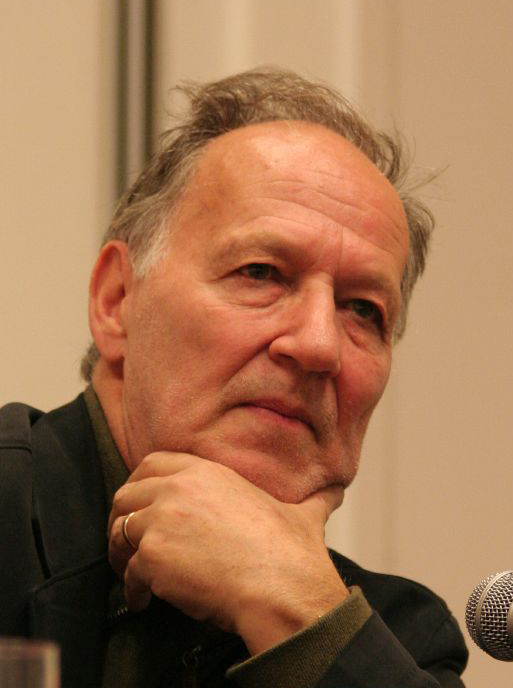
2010 최고 심사관, 베르너 헤어조크